# Municipio de Landero y Coss
El municipio de Landero y Coss  se encuentra ubicado en la zona centro del Estado de Veracruz, en la región llamada Capital. Su cabecera es la localidad de Landero y Coss. Es el número 096 de los 212 municipios del estado de Veracruz. Cuenta con una altura de 1980 m s. n. m. Municipio nombrado en honor al gobernador veracruzano Francisco Landero y Cos.
El municipio lo conforman 3 localidades en las cuales habitan 1549 personas. Es un municipio semiurbano 
Sus límites son:
- Limita al Noreste con Misantla;
- Este con Chiconquiaco;
- Sureste con Acatlán;
- Sur con Miahuatlán;
- Oeste con Tonayán;
- Noroeste con Tenochtitlán.[4]

Su distancia aproximada al noroeste de la capital del Estado, por carretera, es de 33 kilómetros.
Landero y Coss tiene un clima principalmente templado y húmedo, con lluvias abundantes principalmente en otoño y algunas más en invierno.
El municipio de Landero y Coss celebra sus tradicionales fiestas en honor al santo patrono San Isidro Labrador en los días 14 y 15 de mayo. El 24 de junio celebran las fiestas patronales a San Juan Bautista. 
Cuenta con una fauna muy abundante, en la cual predominan animales como venados, ardillas o el Tlacuache, aves como las águilas, palomas, tordos o torillos, serpientes como la cascabel o la coralillo.